# Dorje Legpa
Dorje Legpa (tib.: rdo rje legs pa; auch: Damchen Dorje Legpa, tib.: dam can rdo rje legs pa) oder Vajrasadhu genannt, ist ein Schützer der Lehren Buddhas, der insbesondere im tibetischen Buddhismus von Bedeutung ist.
Dorje Legpa war ursprünglich eine Gottheit, die in der tibetischen Bön-Religion verehrt wurde.  Dorje Legpa stellte sich nach der Überlieferung zum Zeitpunkt der ersten Verbreitung buddhistischer Lehren in Tibet dem großen tantrischen Meister Padmasambhava in der Provinz Tsang entgegen, um die Verbreitung des Buddhismus im Lande aufzuhalten. Durch die besondere Macht Padmasambhavas wurde Dorje Legpa unterworfen und als eidgebundener Schützer (tib.Damchen) an die buddhistischen Lehren gebunden.
Dorje Legpa hat große Bedeutung in der Nyingma- und Kagyü-Schule des tibetischen Buddhismus. Bei den Nyingma gilt er nicht bloß als allgemeiner Dharmaschützer, er ist dort eng mit den Lehren des Dzogchen verbunden, die in dieser Schule und im Bön als Essenz der Lehren Buddhas gelten. Dorje Legpa ist neben Rahula und Ekajati daher einer der wichtigsten Schützer der Nyingma. Überdies gilt er bei den Nyingma neben den Zwölf Tenma-Schützerinnen, dem Berggott Nyanchen Thangla und Tongpon Dralha als einer der großen Terdag, ein Hüter der von Padmasambhava im 9. Jahrhundert verborgenen spirituellen Schätze (Terma).
Dorje Legpa wird ikonographisch auf einem Schneelöwen oder auch auf einem Ziegenbock reitend dargestellt, er trägt einen breitkrempigen Hut, schwingt einen Dorje in seiner Rechten und führt mit der linken Hand das herausgerissene Herz eines Feindes der Lehren zum Mund. Sein Körper wird wie bei allen zornvollen Gottheiten Tibets von Flammen umgeben dargestellt.